# OSAMU
OSAMU（おさむ、本名：中嶋 修（なかじま おさむ）、1958年6月16日 - 2012年10月21日）は、日本のレーシングドライバー。京都府出身。

## プロフィール
- 身長：173cm
- 体重：68kg
- 血液型：RH+O型

## 経歴

### デビュー
レーシングキャリアは大変長く、1983年にFJ1600鈴鹿シリーズでデビューした。その後、全日本F3選手権を戦うなどしているが、一旦レース活動を休止している。1995年に自らのレーシングチームである「R.F.LeyJun（あーるえふれいじゅん）」を結成し、再びレース活動を開始した。F4や全日本F3選手権への参戦を行った。
「LeyJun」の名前の由来は、自身の妻と一人娘の名前からそれぞれ一字を取って合わせたもので、「レーシングファミリーレイジュン」として中嶋一家がレースを楽しむという意味で名づけられており、レース期間中パドックにおいて一家で楽しんでいる様子が見かけられた。

### フォーミュラ・ニッポン
1997年から2000年まで、日本のモータースポーツにおけるトップカテゴリーであるフォーミュラ・ニッポンへ参戦した。入賞こそなかったが安定した走りで完走を続けたものの、1999年に美祢サーキットでミハエル・クルムと生死をさまよう大クラッシュを喫し、2000年にも鈴鹿サーキットでヤレック・ヴィエルチュクとクラッシュしたこともあり、体力の限界を感じて2001年はフォーミュラ・ニッポンへの挑戦を断念した。

### スーパーGT/スーパー耐久
同年以降は代わりのカテゴリーとして全日本GT選手権のGT300クラスに参戦することを表明した。その後はGT300クラスとスーパー耐久に挑戦し続ける（2005年はチームオーナーに専念）と同時に、2003年にはGT300で初の3位表彰台を獲得したほか、2006年は全日本スポーツカー耐久選手権にも参戦している。車種はポルシェ・911が最も多かったが、RGSミラージュ、ヴィーマック、モスラーといった希少生産の海外製スーパーカーのステアリングも多数握った。

### 事故死

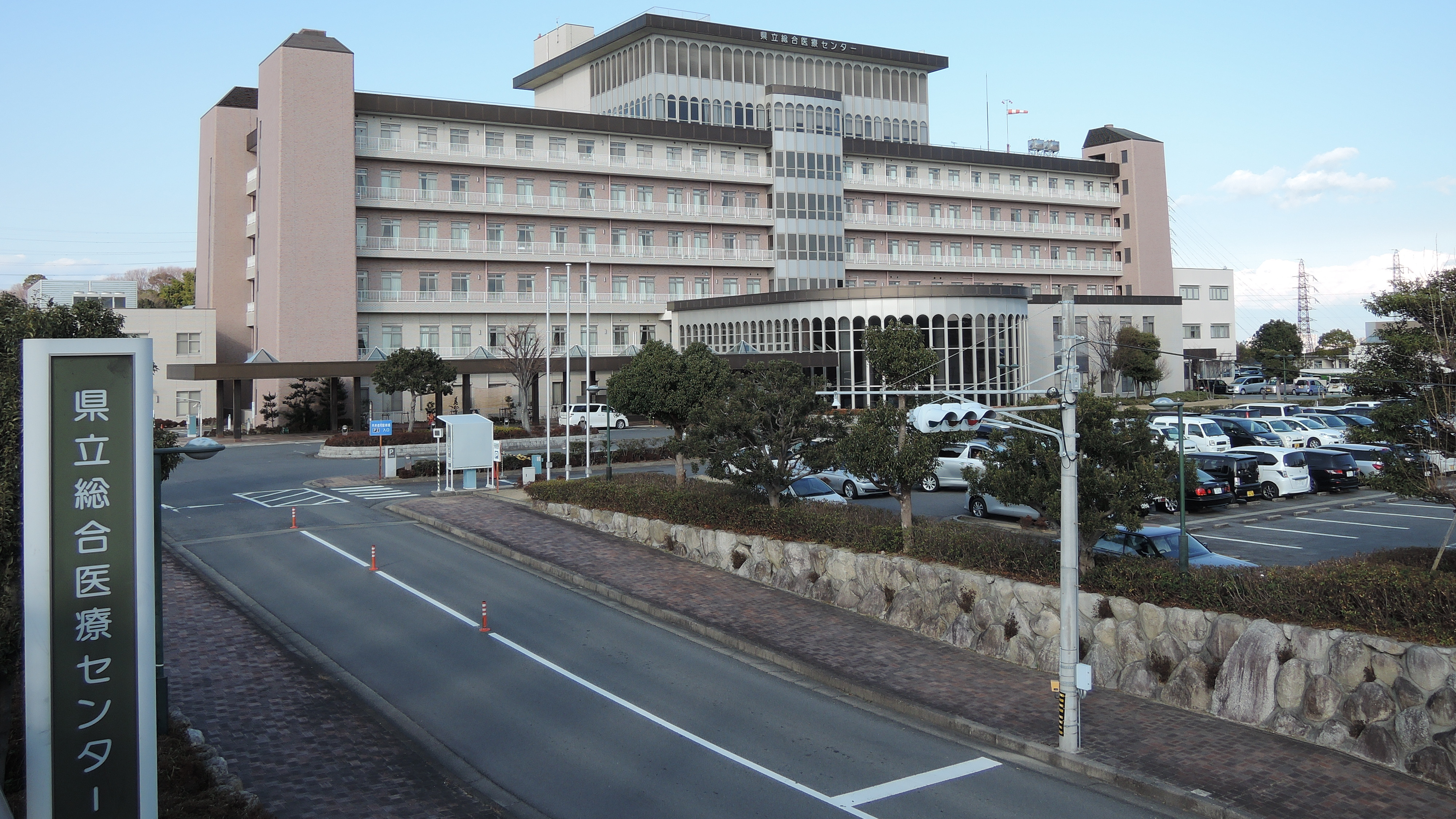
OSAMUの死亡が確認された病院・三重県立総合医療センター（三重県四日市市）

2012年10月21日鈴鹿サーキットで行われたスーパー耐久シリーズ第5戦ST-3クラス(排気量2,001～3,500cc)。11周目35号車のassetテクノZ33がオイルを撒き、後続のOSAMUの乗る63号車リールレーシング&レイジュンZ33は第一コーナーでコントロールを失い防護タイヤに激突。ヘリコプターで四日市市の三重県立総合医療センターに緊急搬送されたが脳挫傷により死亡が確認された。満54歳没。
この死亡事故は、スーパー耐久の安全への意識を向上させ、HANSデバイス装着義務化のきっかけとなった。これ以降2023年現在まで、同シリーズの死亡者は出ていない。

## レース戦績
- 1982年 - 全日本カート選手権A2クラス
- 1983年 - 鈴鹿FJ1600（シリーズ6位）
- 1984年 - 鈴鹿FJ1600（シリーズ3位）
- 1985年
  - 鈴鹿FJ1600（シリーズ6位）
  - 全日本F3選手権（シリーズ9位）
- 1986年 - 全日本F3選手権（シリーズ19位）
- 1987年 - 全日本F3選手権（シリーズ21位）
- 1994年 - 全日本カート選手権FSAクラス
- 1995年
  - TI（現岡山国際サーキット）F4シリーズ
  - 全日本F3選手権
  - 全日本F3000選手権<Rd.9>（TEAM CERUMO/ローラT94/50 MF308）
- 1996年
  - 全日本GT選手権・GT500クラス<Rd.6>（プローバ モータースポーツ/プローバ 993GT-2 3.8）
  - MINE F4シリーズ
  - 全日本F3選手権・Jクラス
- 1997年
  - 全日本F3選手権
  - 全日本選手権フォーミュラ・ニッポン<Rd.6-10>（TEAM LEYJUN/レイナード96D MF308）
- 1998年
  - 全日本選手権フォーミュラ・ニッポン（TEAM LEYJUN/レイナード95D・97D MF308）
  - 全日本GT選手権・GT300クラス<Rd.6>（コブラレーシングチーム/コブラポルシェ）（シリーズ33位）
- 1999年 - 全日本選手権フォーミュラ・ニッポン<Rd.1-3>（TEAM LEYJUN/レイナード99L MF308）
- 2000年 - 全日本選手権フォーミュラ・ニッポン（TEAM LEYJUN/レイナード99L MF308）
- 2001年 - 全日本GT選手権・GT300クラス（アールアンドデースポーツ/レイジュンR&DダンロップGT3R）（シリーズ12位）
- 2002年 - 全日本GT選手権・GT300クラス（アールアンドデースポーツ/レイジュンR&DダンロップGT3R）（シリーズ18位）
- 2003年 - 全日本GT選手権・GT300クラス（TEAM LEYJUN/レイジュン・ダンロップ GT-1）
- 2004年 - 全日本GT選手権・GT300クラス（TEAM LEYJUN/LEYJUNダンロップ320R）（シリーズ12位）
- 2006年
  - SUPER GT・GT300クラス（A&S RACING #9/NOMAD ADVAN LeyJun MT）（シリーズ34位）
  - 全日本スポーツカー耐久選手権LMGT1クラス（シリーズ2位）
- 2007年 - SUPER GT・GT300クラス<Rd.1-3,6,9>（A&S RACING #9/ LEYJUN DUNLOP MT900）

### 全日本F3000選手権/フォーミュラ・ニッポン
| 年     | チーム         | 1       | 2       | 3       | 4       | 5       | 6      | 7      | 8      | 9       | 10     | 順位 | ポイント |
| ------ | -------------- | ------- | ------- | ------- | ------- | ------- | ------ | ------ | ------ | ------- | ------ | ---- | -------- |
| 1995年 | CERUMO Co. Ltd | SUZ     | FSW     | MIN     | SUZ     | SUG     | FSW    | TOK    | FSW    | SUZ Ret |        | NC   | 0        |
| 1997年 | TEAM LEYJUN    | SUZ     | MIN     | FSW     | SUZ     | SUG     | FSW 15 | MIN 16 | TRM 16 | FSW Ret | SUZ 16 | NC   | 0        |
| 1998年 | TEAM LEYJUN    | SUZ 13  | MIN     | FSW     | TRM Ret | SUZ Ret | SUG 13 | FSW C  | MIN 9  | FSW Ret | SUZ 18 | NC   | 0        |
| 1999年 | TEAM LEYJUN    | SUZ Ret | TRM 14  | MIN Ret | FSW     | SUZ     | SUG    | FSW    | MIN    | TRM     | SUZ    | NC   | 0        |
| 2000年 | TEAM LEYJUN    | SUZ 10  | TRM Ret | MIN 11  | FSW 14  | SUZ Ret | SUG    | TRM 14 | FSW 14 | MIN 15  | SUZ 13 | NC   | 0        |

### 全日本GT選手権/SUPER GT
| 年     | チーム                    | 使用車両             | クラス | 1       | 2       | 3       | 4      | 5      | 6       | 7      | 8       | 9       | 順位 | ポイント |
| ------ | ------------------------- | -------------------- | ------ | ------- | ------- | ------- | ------ | ------ | ------- | ------ | ------- | ------- | ---- | -------- |
| 1996年 | プローバ モータースポーツ | ポルシェ・911 GT2    | GT500  | SUZ     | FSW     | SEN     | FSW    | SUG    | MIN Ret |        |         |         | NC   | 0        |
| 1998年 | コブラレーシングチーム    | ポルシェ・911        | GT300  | SUZ     | FSW     | SEN     | FSW    | TRM    | MIN 10  | SUG    |         |         | 33位 | 1        |
| 2001年 | アールアンドデースポーツ  | ポルシェ・911 GT3R   | GT300  | TAI 9   | FSW 8   | SUG 6   | FSW 17 | TRM 17 | SUZ 5   | MIN 7  |         |         | 12位 | 23       |
| 2002年 | アールアンドデースポーツ  | ポルシェ・911 GT3R   | GT300  | TAI 17  | FSW Ret | SUG 3   | SEP 15 | FSW 17 | TRM 13  | MIN 10 | SUZ Ret |         | 18位 | 13       |
| 2003年 | TEAM LEYJUN               | ミラージュ・GT-1     | GT300  | TAI Ret | FSW Ret | SUG DNQ | FSW 25 |        | TRM DNR | AUT    |         |         | NC   | 0        |
| 2003年 | TEAM LEYJUN               | ポルシェ・911 GT3R   | GT300  |         |         |         |        | FSW 14 |         |        |         |         | NC   | 0        |
| 2003年 | TEAM LEYJUN               | ヴィーマック・RD320R | GT300  |         |         |         |        |        |         |        | SUZ Ret |         | NC   | 0        |
| 2004年 | TEAM LEYJUN               | ヴィーマック・RD320R | GT300  | TAI 6   | SUG 6   | SEP 14  | TOK 22 | TRM 19 | AUT 17  | SUZ 16 |         |         | 12位 | 16       |
| 2006年 | A&S RACING                | モスラー・MT900R     | GT300  | SUZ 13  | OKA 20  | FSW Ret | SEP    | SUG 13 | SUZ 13  | TRM 22 | AUT 17  | FSW Ret | 34位 | 3        |
| 2007年 | A&S RACING                | モスラー・MT900R     | GT300  | SUZ Ret | OKA 23  | FSW Ret | SEP    | SUG    | SUZ 18  | TRM    | AUT     | FSW 23  | NC   | 0        |